# 내셔널 갤러리 오브 아트

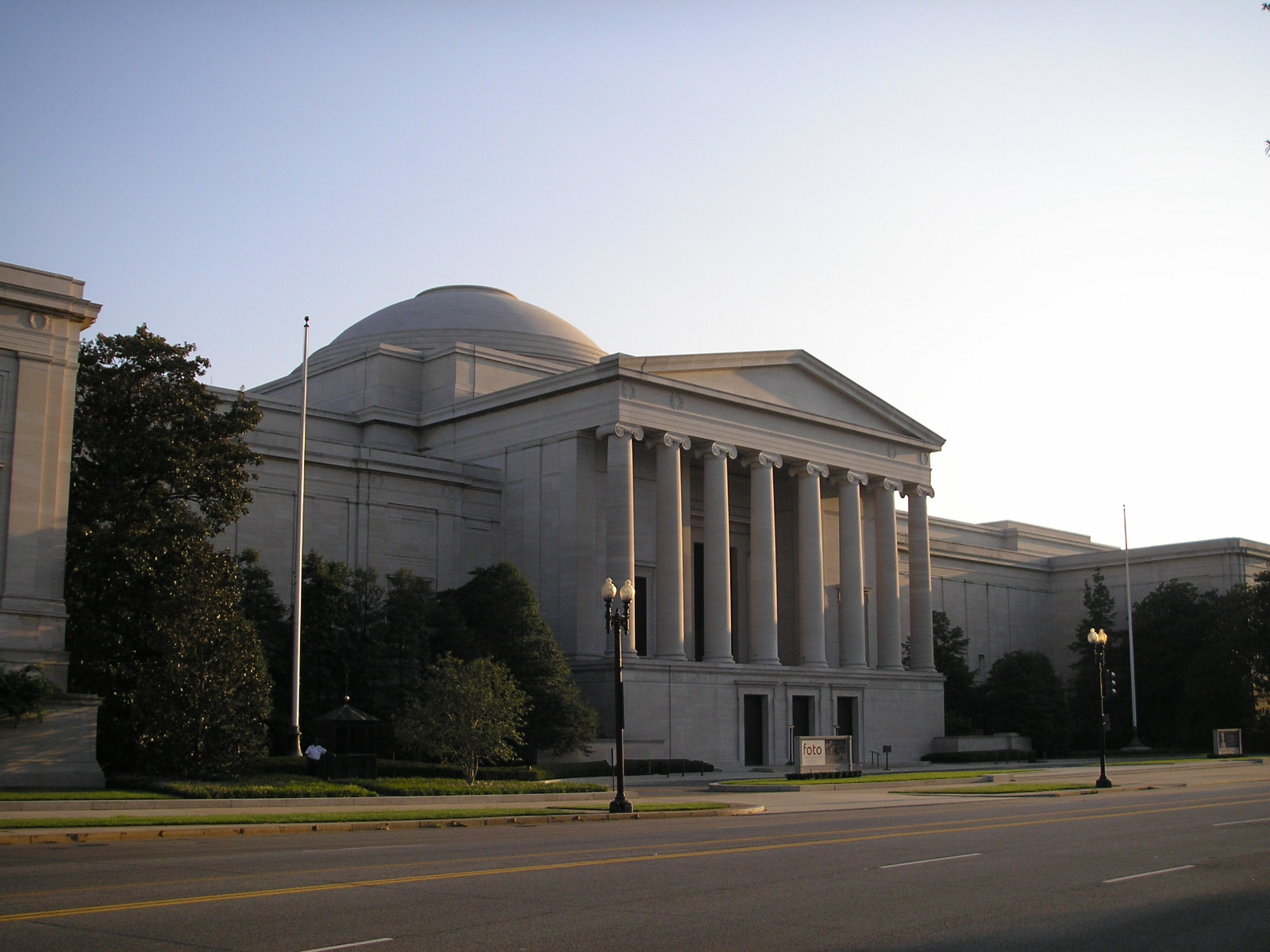
내셔널 갤러리 오브 아트

내셔널 갤러리 오브 아트(National Gallery of Art)는 미국 워싱턴 D.C.에 있는 미술관으로 1941년에 개관하였다. 창설자 앤드루 멜론을 비롯하여 크레스, 와이드너 등 개인의 대(大)콜렉션을 모태로 하고 있다.

## 같이 보기
- 가장 큰 미술관 목록